# Louise Mekah
Louise Mekah née Noelle Louise Mekah est une écrivaine, entrepreneure et la fille du nationaliste camerounais Jacob Fossi, assassiné en étant jeté dans les chutes de la Métché. Il aurait entraîné dans sa chute André Houtarde, gendarme français parmi les forces qui coordonnaient les événements.

## Biographie

### Enfance, éducation et débuts
Louise naît le 7 décembre 1953 à Bafoussam. Elle grandit sans connaître son père.

### Carrière
Elle élève des enfants en alternant le statut de mère seule bénéficiant de l'aide publique avec des périodes où elle est entrepreneure. Elle a dirigé une association d'insertion.

## Œuvre
- Les profondes blessures d'une chute, 2017[7],[8].

### Articles liés
- Jacob Fossi, son père
- Abraham Sighoko Fossi, son frère